# Chamaecostus
Chamaecostus ist eine Pflanzengattung in der Familie der Costaceae innerhalb der Einkeimblättrige Pflanzen (Liliopsida). Zu dieser Gattung gehören sieben Arten. Der botanische Gattungsname leitet sich aus dem griechischen Wort chamae = χαμαι für ‚nahe am Grund, kriechen‘ und Costus für die Gattung aus der die Arten ausgegliedert wurden.

## Beschreibung

### Habitus und Laubblätter
Alle Chamaecostus-Arten wachsen als ausdauernde krautige Pflanzen. Im Verhältnis zu anderen Arten der Familie sind sie alle relativ niedrig und klein. Meist bilden sie grundständige Rosetten und überschreiten nie Wuchshöhen von 1 Meter. Sie bilden Rhizome als Überdauerungsorgane. Sie sind wie alle Costaceae nicht aromatisch, wie es bei ihren Verwandten, den Ingwergewächsen (Zingiberaceae) der Fall ist. Einige Taxa sind sukkulent. Die Stängel weisen Durchmesser von höchstens 1 cm auf. Die wechselständig und spiralig angeordneten Laubblätter sind einfach und in Blattstiel und Blattspreite gegliedert.

### Blütenstand und Blüten
Die meist kopfigen Blütenstände besitzen große, meist grün bis grünlich-gelb gefärbte Tragblätter (Brakteen) mit gezähnten Anhängseln und häutige, röhrige Deckblätter.
Die zwittrigen Blüten sind dreizählig und zygomorph. Die drei häutigen Kelchblätter sind meist nur an ihrer Basis verwachsen und an den Spitzen gezähnt. Die drei häutigen Kronblätter sind höchstens an ihrer Basis verwachsen. Von den ursprünglich sechs Staubblättern in jeder Blüte ist nur eines fruchtbar (fertil) und mit breitem Staubfaden versehen. Die anderen fünf Staubblätter sind zu Staminodien umgewandelt, die zu einem sogenannten Labellum verwachsen sind. Das Labellum ist größer als die Kronblätter und besitzt eine enge Röhre, die sich oben breit öffnet. Drei Fruchtblätter sind zu einem unterständigen Fruchtknoten verwachsen, mit vielen Samenanlagen je Fruchtknotenkammer.
Die Blütenformel lautet: {\displaystyle \downarrow \;K_{(3)}\;C_{(3)}\;A_{1}^{(5St)}\;G_{\overline {(3)}}}

### Früchte und Samen
Sie bilden dreikammerige, holzige Kapselfrüchte mit vielen Samen. Die schwarzen Samen besitzen einen Arillus (Samenmantel).

## Verbreitung
Die Verbreitung ist rein neotropisch. Sie kommen nur auf dem Südamerikanischen Kontinent vor: Kolumbien, Venezuela, die Guyana-Länder, das Amazonasbecken, das südöstliche Brasilien und Bolivien.

## Systematik
Die Gattung Chamaecostus wurde 2006 von Chelsea D. Specht & Dennis Wm. Stevenson in A new phylogeny-based generic classification of Costaceae (Zingiberales)., in Taxon, Volume 55, Number 1, 2006, S. 153–163 neu aufgestellt. Alle Arten wurden aus der Gattung Costus ausgegliedert. Einige Arten gehörten früher zu Gattung Cadalvena beziehungsweise Untergattung Costus subg. Cadalvena. Weitere Ergänzungen erfolgten 2015.
Zur Gattung Chamaecostus gehören acht Arten und zwei Unterarten.:
- Chamaecostus acaulis (S.Moore) T.André & C.D.Specht: Sie kommt in Brasilien und in Bolivien vor.[1]
- Chamaecostus congestiflorus (Rich. ex L.F.Gagnep.) C.Specht & D.W.Stev. (Syn.: Costus congestiflorus Rich. ex L.F.Gagnep.): Die Heimat ist das nördliche Südamerika bis zum nördlichen Brasilien.[1]
- Chamaecostus curcumoides (Maas) C.Specht & D.W.Stev. (Syn.: Costus curcumoides Maas): Die Heimat ist Französisch-Guyana.[1]
- Feuercostus (Chamaecostus cuspidatus (Nees & Mart.) C.Specht & D.W.Stev.), Syn.: Globba cuspidata Nees & Mart., Costus cuspidatus (Nees & Mart.) Maas, Costus igneus N.E.Brown: Aus dem östlichen Brasilien.[1]
- Chamaecostus fragilis (Maas) C.Specht & D.W.Stev. (Syn.: Costus fragilis Maas): Die Heimat ist Kolumbien und das nördliche Brasilien.[1]
- Chamaecostus fusiformis (Maas) C.Specht & D.W.Stev. (Syn.: Costus fusiformis Maas): Die Heimat ist der Bundesstaat Pará von Brasilien.[1]
- Chamaecostus lanceolatus (Petersen) C.Specht & D.W.Stev. (Syn.: Costus lanceolatus Petersen): Die Heimat ist das tropische Südamerika. Mit zwei Unterarten:
  - Chamaecostus lanceolatus (Petersen) C.Specht & D.W.Stev. subsp. lanceolatus (Syn.: Costus phlociflorus Rusby): Sie kommt in Kolumbien, Venezuela und im westlichen Brasilien vor.[1]
  - Chamaecostus lanceolatus subsp. pulchriflorus (Ducke) C.Specht & D.W.Stev. (Syn.: Costus pulchriflorus Ducke, Costus lanceolatus subsp. pulchriflorus (Ducke) Maas): Sie kommt in Französisch-Guyana, in Surinam und in Brasilien vor.[1]
- Chamaecostus subsessilis (Nees & Mart.) C.Specht & D.W.Stev. (Syn.: Globba subsessilis Nees & Mart., Costus subsessilis (Nees & Mart.) Maas): Die Heimat ist das zentrale und östliche Brasilien.[1]

### Einzelreferenzen
1. 1 2 3 4 5 6 7 8 9 10  Chamaecostus. In: POWO = Plants of the World Online von Board of Trustees of the Royal Botanic Gardens, Kew: Kew Science, abgerufen am 11. August 2018.
2. ↑   Chelsea D. Specht & Dennis Wm. Stevenson: A new phylogeny-based generic classification of Costaceae (Zingiberales)., in Taxon, Volume 55, Number 1, 2006, S. 153–163: Online.